# دومنیکو دانتی
دومنیکو دانتی (انگلیسی: Domenico Danti؛ زادهٔ ۱۲ ژانویهٔ ۱۹۸۹) بازیکن فوتبال اهل ایتالیا است.
از باشگاه‌هایی که در آن بازی کرده‌است می‌توان به باشگاه فوتبال رجینا، باشگاه فوتبال کوزنتسا کالچو، باشگاه فوتبال روبور سیه‌نا، باشگاه فوتبال ویچنزا، و باشگاه فوتبال ترنانا اشاره کرد.